# Саарбрюккен (аэропорт)
Аэропорт Саарбрюккен (нем. Flughafen Saarbrücken — международный аэропорт в городе Саарбрюккен, столице Саара.

## История
История авиации Саарбрюккена началась 17 сентября 1928 года в районе Санкт-Арнуаль. Рейсы выполнялись из аэропорта Саарбрюккен-Ст. Арнуаль до 1939 года. Первым самолётом, приземлившимся в аэропорту, был рейс Lufthansa из Франкфурта с остановкой на пути в Париж. В 1929 году были запущены маршруты во Франкфурт, затем в Берлин и Карлсруэ, а затем в Мюнхен, Вену и Будапешт.
Неоптимальное расположение аэропорта означало, что зимние полеты были невозможны, а плохая погода и плохие условия полета вызывали частые проблемы. Из-за этого Саарбрюккен-Ст. Арнуаль был закрыт в 1939 году. Новый аэропорт был построен в районе Энсхайм. Однако начало Второй мировой войны сделало открытие аэропорта невозможным.
Аэропорт в Энсхайме наконец открылся в 1964 году после нескольких лет реконструкции. В 1972 году аэропорт Саарбрюккена стал одним из 17 аэропортов Германии, предоставляющих международные рейсы.
В 2006 году аэропорт Саарбрюккена столкнулся с трудностями, вызванными открытием переоборудованного бывшего военного аэродрома, аэропорта Цвайбрюккен, на расстоянии примерно 40 км. Немецкая туристическая авиакомпания Hapagfly переехала из Саарбрюккена и открыла внутренние рейсы, составив прямую конкуренцию. В 2006 году, Hapagfly вылетел из Ираклиона в Саарбрюккен, в аэропорту были плохие погодные условия. Пилоты дважды пытались приземлиться в Саарбрюккене на мокрой взлетно-посадочной полосе. Затем они приземлились в аэропорту Цвайбрюккен. После этого инцидента Hapagfly решила перенести все свои рейсы из Саарбрюккена в Цвайбрюккен, поскольку у Цвайбрюккена более длинная взлетно-посадочная полоса. В июле 2014 года сообщалось, что аэропорт Цвайбрюккен объявил о банкротстве из-за незаконных субсидий, поскольку он находится слишком близко к аэропорту Саарбрюккен.
После ухода Hapagfly Air Berlin открыла рейсы из Саарбрюккена на Пальма-де-Майорку и в аэропорт Берлин-Тегель, но прекратила полеты в 2017 году. Кроме того, Luxair сделала аэропорт Саарбрюккена своим второстепенным узлом из-за его близости к Люксембургу.
В связи с финансовыми трудностями аэропорта Цвайбрюккен, TUIfly объявила, что с лета 2015 года их сезонная база будет перенесена оттуда в аэропорт Саарбрюккена. Другие авиакомпании также перенесли свои туристические рейсы из Цвайбрюккена в Саарбрюккен на летний сезон 2015 года.

## Структура
Аэропорт Саарбрюккена состоит из одного пассажирского терминала, в котором есть помещения для регистрации, а также несколько магазинов, ресторанов и крытая смотровая площадка. В здании отсутствуют телетрапы, поэтому используется пешеходная и автобусная посадка. На перроне прямо перед терминалом расположены пять стоянок для самолётов, на которых могут разместиться самолёты среднего размера, такие как Airbus A320.

## Пассажиропоток
| 2000           | 482,595   |
| 2001           | ▼ 480,030 |
| 2002           | ▼ 461,299 |
| 2003           | ▼ 458,183 |
| 2004           | ▲ 459,853 |
| 2005           | ▲ 486,230 |
| 2006           | ▼ 420,221 |
| 2007           | ▼ 349,953 |
| 2008           | ▲ 518,283 |
| 2009           | ▼ 469,933 |
| 2010           | ▲ 491,299 |
| 2011           | ▼ 452,314 |
| 2012           | ▼ 425,429 |
| 2013           | ▼ 405,265 |
| 2014           | ▼ 353,011 |
| 2015           | ▲ 467,092 |
| 2016           | ▼ 427,566 |
| 2017           | ▼ 396,849 |
| 2018           | ▼ 358,868 |
| 2019           | ▲ 366,574 |
| Источник: ADV. |           |

## Галерея

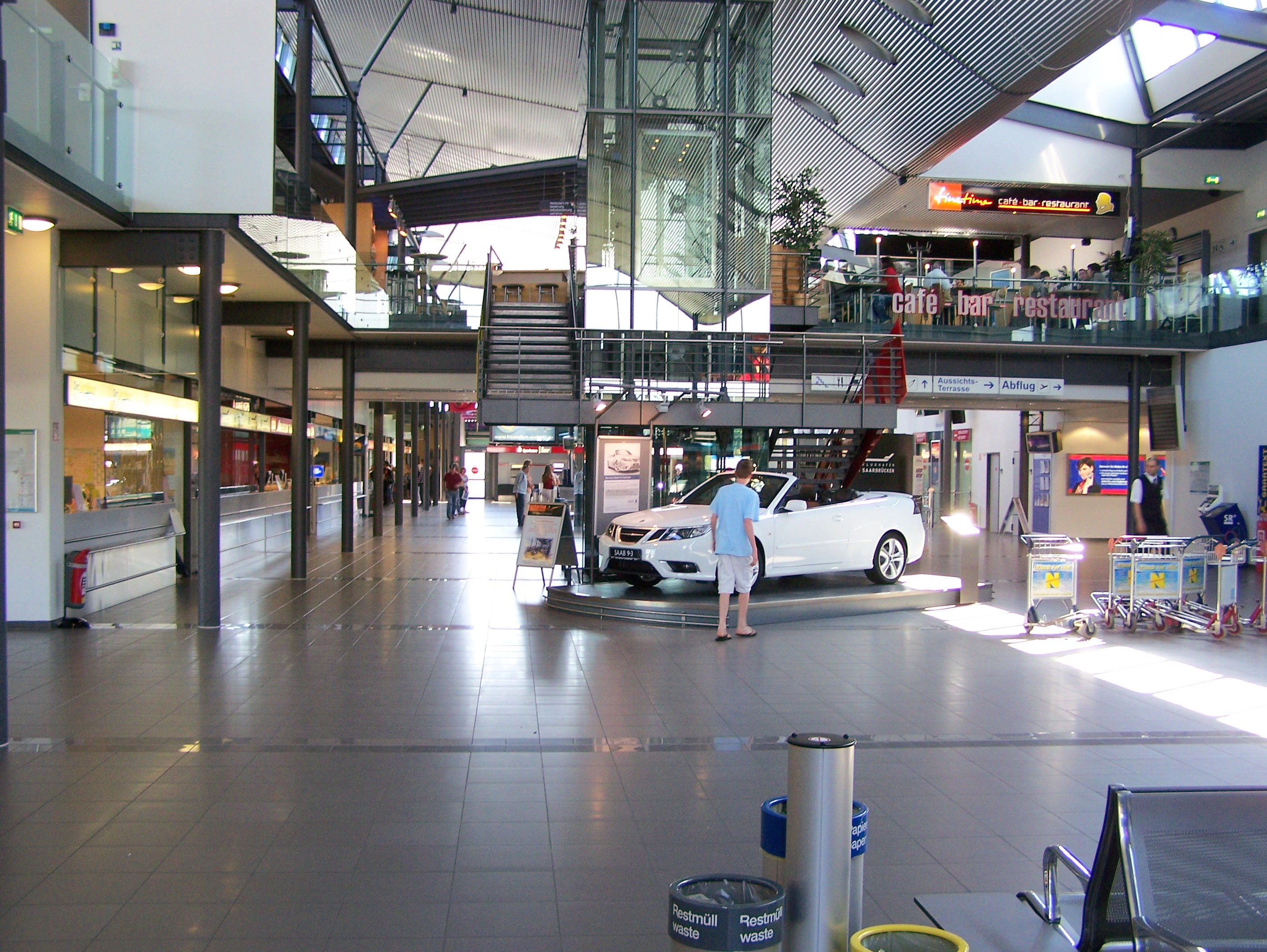
Интерьер терминала
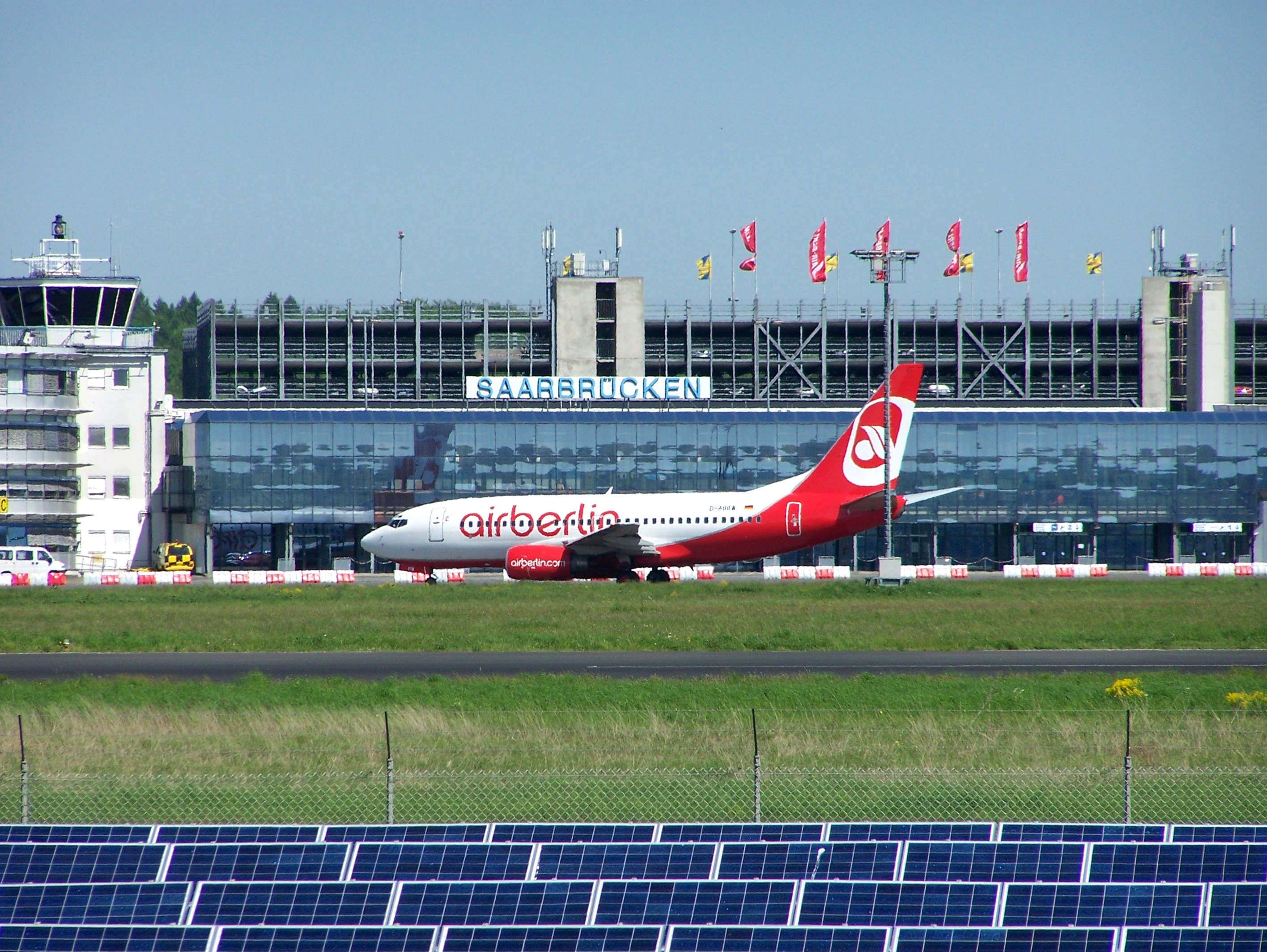
Самолет Air Berlin в аэропорту
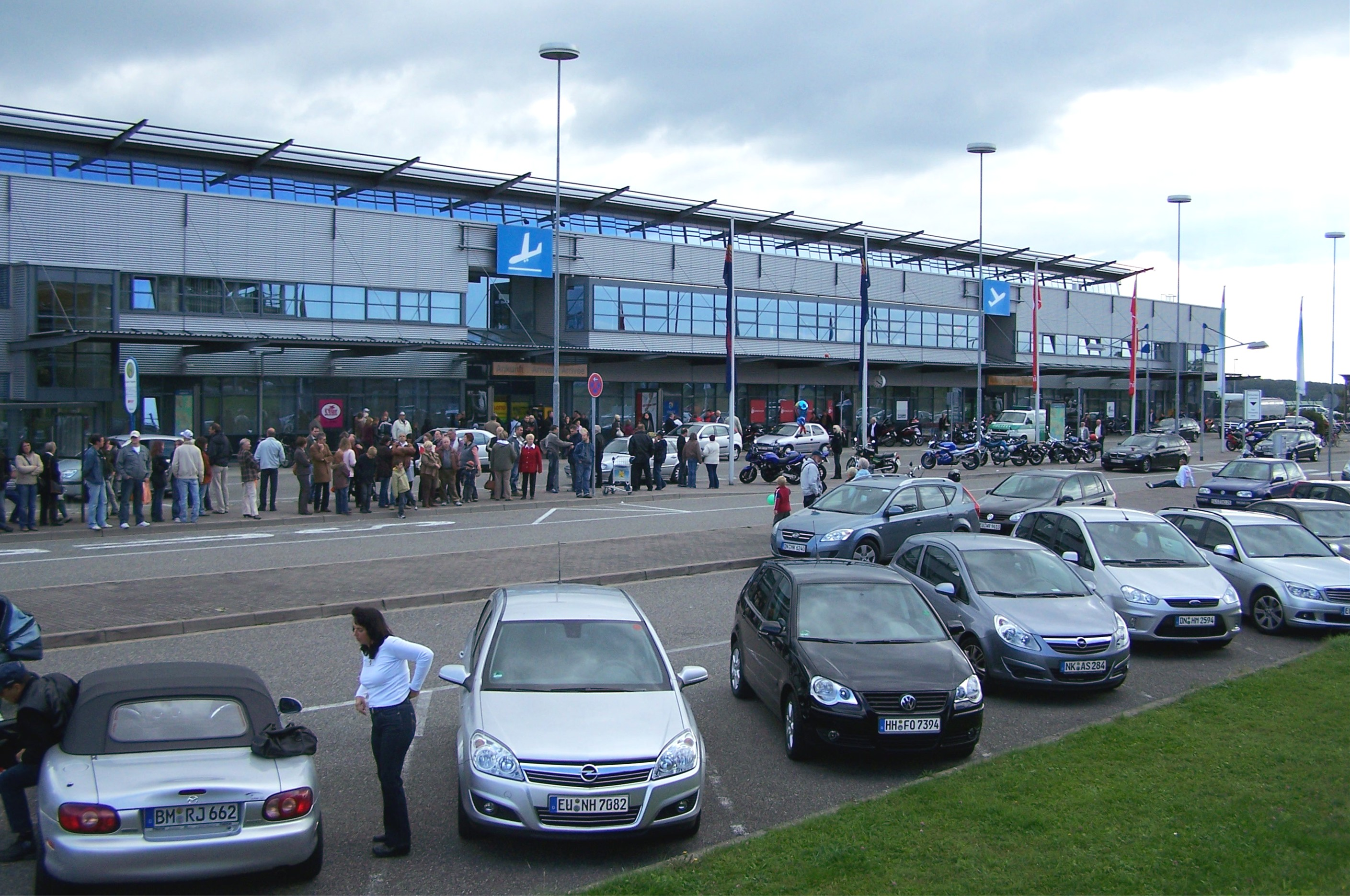
Стоянка возле терминала
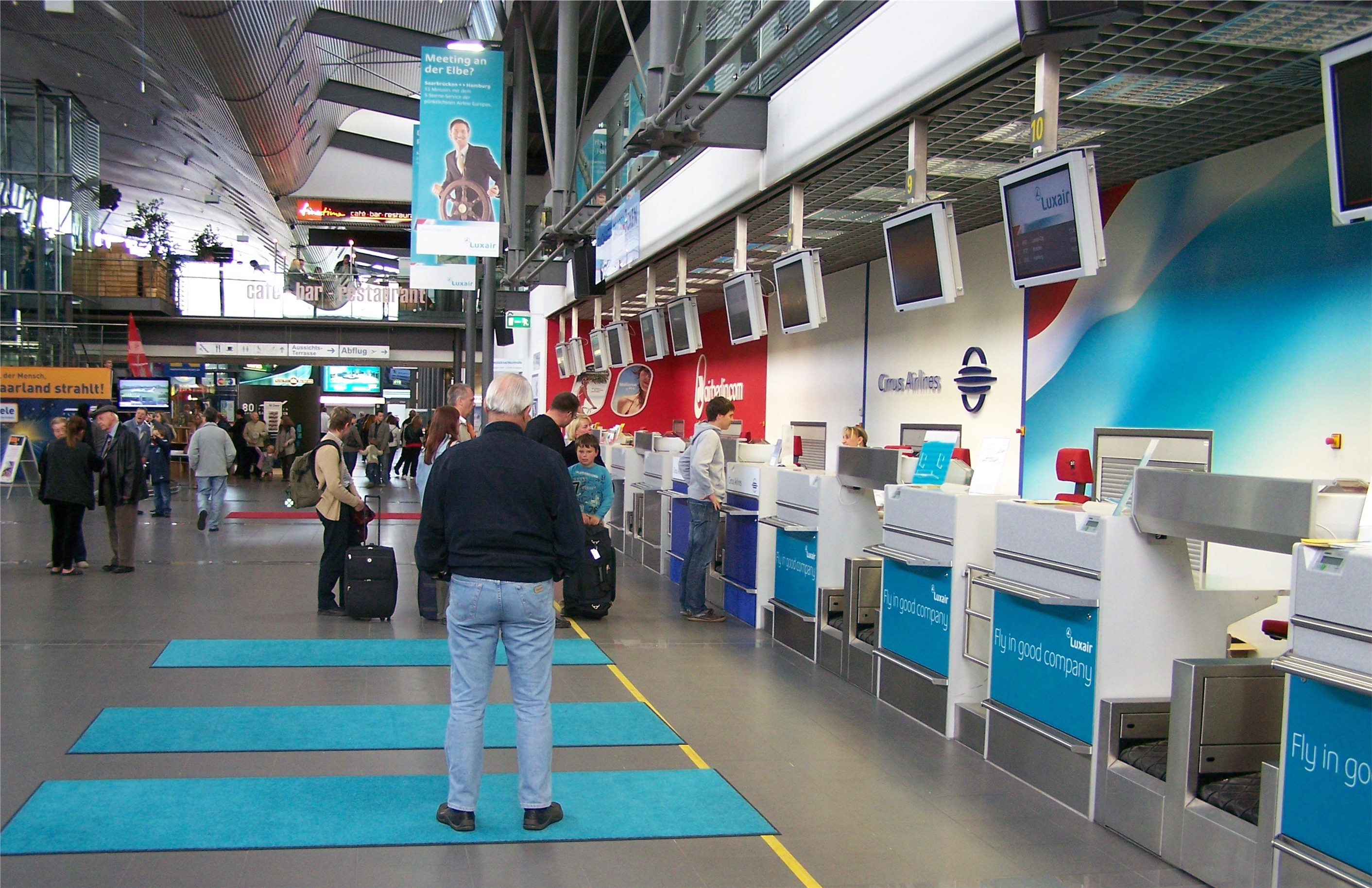
Стойка регистрации
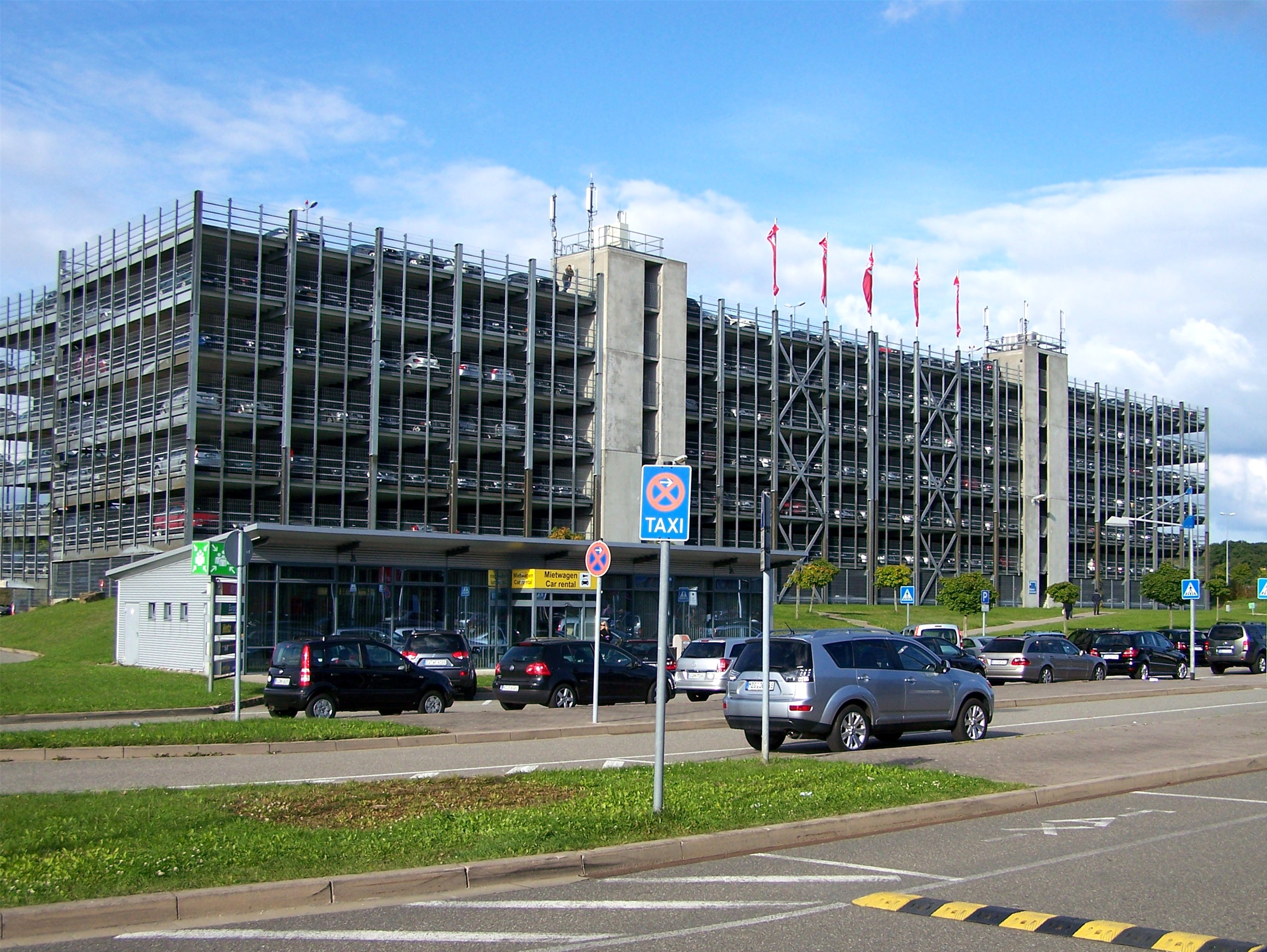
Многоуровневый паркинг
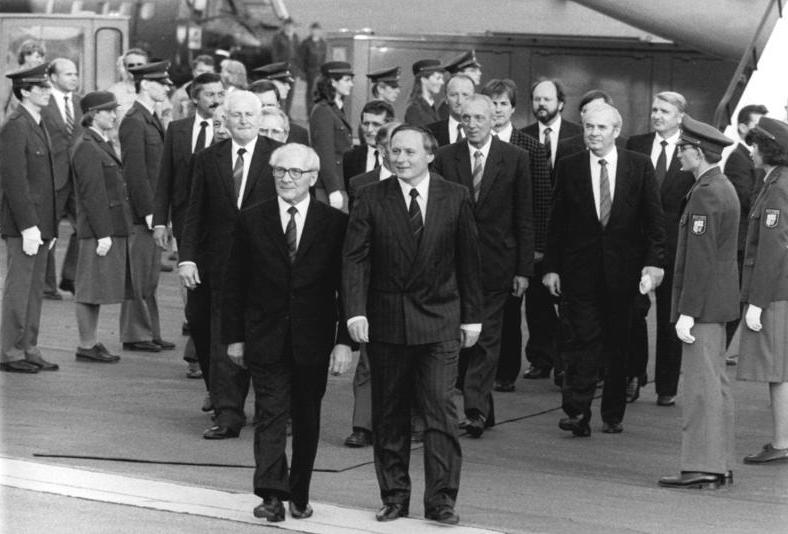
Эрих Хонеккер в аэропорту